# سوزي ناكامورا
سوزي ناكامورا (بالإنجليزية: Suzy Nakamura)‏ هي ممثلة أمريكية، ولدت في 2 ديسمبر 1973 بشيكاغو في الولايات المتحدة.

## أعمال

### أفلام
- (1998) ديب إمباكت[4][5][6]
- (1999) 8مم[7]
- (2007) إيفان الكبير[8]
- (2014) مدراء فظيعون 2[9]

### مسلسلات
- اسمي إيرل
- تشريح غراي
- ذا كينغ أوف كوينز
- ذا ميدل
- كاسل
- كيف قابلت أمكما

## وصلات خارجية
- سوزي ناكامورا على موقع IMDb (الإنجليزية)
- سوزي ناكامورا على موقع ألو سيني (الفرنسية)
- سوزي ناكامورا على موقع أول موفي (الإنجليزية)
- سوزي ناكامورا على موقع قاعدة بيانات الأفلام السويدية (السويدية)
- سوزي ناكامورا على موقع قاعدة بيانات الفيلم (الإنجليزية)
- سوزي ناكامورا على موقع كينوبويسك (الروسية)